# Formații rock 11
Formații rock 11 reprezintă al unsprezecelea disc al seriei Formații rock și a fost editat de casa de discuri Electrecord din România. Pe acest disc apar două formații: Contrast din Suceava, care are cinci melodii (patru pe prima față și una pe a doua), respectiv Timpuri Noi din București, la prima apariție discografică, care are trei melodii. Prima melodie, „Primăvara”, are inluențe reggae. A treia, „Scrisoare de dragoste”, se aseamănă cu melodiile lui Dan Spătaru. Cântecele celor de la Timpuri Noi reprezintă o combinație între voce și chitară. Primele două cântece – „Albele furtuni” (piesă new wave cu o idee de abordare minimalistă) și „Seară de mister” – se aseamănă ca linie melodică, iar în „Am să rămân cu tine” basul joacă un rol important.

## Lista pistelor
Fața 1 (Contrast):
1. Primăvara (Iulian Prisecaru / Iulian Prisecaru)
2. Aeroportul (Iulian Prisecaru / Ion Cozmei)
3. Scrisoare de dragoste (Iulian Prisecaru / Iulian Prisecaru)
4. Cântec de leagăn (Iulian Prisecaru / Iulian Prisecaru)

Fața 2 (Timpuri Noi):
1. Cine, cine (Iulian Prisecaru / Iulian Prisecaru)
2. Albele furtuni (Răzvan Moldovan / Răzvan Moldovan)
3. Seară de mister (Răzvan Moldovan / Răzvan Moldovan)
4. Am să rămân cu tine (Răzvan Moldovan / Răzvan Moldovan)

Piesa „Cine, cine” (prima de pe fața dedicată formației Timpuri Noi) aparține în realitate tot formației Contrast.

## Componenții formațiilor
Contrast (Suceava):
- Iulian Prisecaru – chitară, voce
- Narcis Dumitriu – claviaturi, voce
- Vasile Huțuleac – chitară bas, voce
- Constantin Olaru – baterie, voce

Timpuri Noi (București):
- Adrian Pleșca – voce
- Răzvan Moldovan – baterie, voce
- Radu Cartianu – chitară bas
- Dan Iliescu – chitară